# Гаомбале, Селестен
Селестен Леруа Гаомбале (фр. Célestin Leroy Gaombalet; 1 января 1942, Гримари, Убанги-Шари, Французская Экваториальная Африка (ныне префектура Уака, ЦАР) — 19 декабря 2017, Ажен, Франция) — государственный деятель Центральноафриканской Республики, премьер-министр ЦАР с 12 декабря 2003 до 11 июня 2005 года. Председатель Национального собрания Центральноафриканской Республики, нижней палаты Парламента ЦАР (14 июня 2005 — 16 апреля 2013), банкир
.

## Биография
Начал трудовую карьеру с работы на государственной службе в 1970-х годах в Экономическом и валютном сообществе Центральной Африки, позже был назначен генеральным директором Union Bank Центральной Африки, расположенный в Банги (до 1981). Затем был назначен в Банк государств Центральной Африки в Браззавиле, в 1990-х годах возглавлял Марокканско-центральноафриканский народный банк (Banque Populaire du Maroc).
Президент Франсуа Бозизе 12 декабря 2003 года назначил его премьер-министром ЦАР.
На Всеобщих выборах в Центральноафриканской республике (2005) был избран депутатом в парламент ЦАР и стал председателем Национального собрания. Ушёл с поста премьер-министра 11 июня 2005 года.
На парламентских выборах в январе – марте 2011 года Гаомбале был переизбран в Национальное собрание, нижнюю палату Парламента ЦАР.; после того, как законодательный орган страны начал заседать на новый срок, Гаомбале был переизбран его спикером.
В результате государственного переворота  Мишеля Джотодия в 2013 году потерял свой пост.
Отправился во Францию где и умер.